# Лендок
Санкт-Петербу́ргская сту́дия документа́льных фи́льмов (ныне — Откры́тая киносту́дия «Лендо́к») — одна из крупнейших документальных киностудий России, основана в 1932 году как Ленинградская студия кинохроники. В годы Отечественной войны силами остававшихся в блокадном городе сотрудников создан полнометражный фильм — «Ленинград в борьбе» (1942). В 1980-х годах студия ежегодно выпускала 40 документальных и научно-популярных фильмов, 9—10 киножурналов, сюжеты для «Новостей дня» и до 50 названий разных видов кинорекламы. Картины ленинградских документалистов неоднократно побеждали на советских и международных кинофестивалях.
После распада Советского Союза студия, как и вся российская киноиндустрия, оказалась в кризисе. Но студия продолжала работать — с 2001 года было снято более 100 документальных фильмов. В 2013 году на базе киностудии началось формирование многофункционального арт-пространства, включающего культурный центр, кинотеатр, музей кино, киношколу для детей и взрослых.

## История киностудии

### Первые годы (1927—1941)
До Революции в России активно развивался кинематограф, в том числе документальный. При этом документальные фильмы накануне Первой мировой войны составляли порядка 70 % российской кинематографической продукции. Большую роль в российском дореволюционном кинематографе играл Скобелевский комитет, при котором действовал военно-кинематографический отдел. В начале 1918 года большевики провели национализацию кинотеатров, кинофабрик, имущества Скобелевского комитета и создали Петроградский кинокомитет, который возглавил Дмитрий Лещенко. Впоследствии именно на базе этого комитета были образованы ленинградские киностудии — «Ленфильм» и «Леннаучфильм».
15 января 1927 года при Центральном клубе строителей имени тов. Томского был организован самодеятельный театральный кружок, ставший позже театром «Стройка». В 1932 году сектор хроники кинофабрики «Союзкино» (с 1934 года «Ленфильм») был преобразован в Ленинградскую студию кинохроники. До войны студия находилась в ведении Главного управления по производству хроникально-документальных фильмов Комитета по делам кинематографии при СНК и располагалась в особняке на 2-й Берёзовой аллее.
В 1940 году студией был выпущен фильм «Линия Маннергейма», посвящённый Зимней войне. За эту ленту в марте 1941 года Василий Беляев, Владимир Ешурин, Соломон Коган, Георгий Симонов, Сергей Фомин, Филипп Печул и Алексей Соколовский были удостоены Сталинской премии. Кроме того, участники съёмочной группы за «образцовое выполнение заданий по киносъёмке боевых действий на фронте» были награждены орденами «Красного знамени», «Знак почёта» и медалью «За трудовую доблесть». В последний предвоенный год на студии снимали фильмы на самые разные темы — о выводе из ледового плена парохода «Георгий Седов»; об учительнице из Ленинградской области Александре Правдиной; о Выборге, Сортавале и Кексгольме в первые дни после подписания мирного договора с Финляндией; о Белых ночах; о параде физкультурников в Ленинграде; о Семи островах и др.

### Годы Отечественной войны
На студии были созданы фронтовые киногруппы, снимавшие в военных частях Ленинградского и Волховского фронтов, на боевых кораблях Балтфлота, в отрядах партизан. С начала блокады на Ленинградской студии кинохроники продолжали трудиться многие операторы и режиссёры, а также не эвакуированные операторы «Ленфильма» Анатолий Погорелый и Евгений Шапиро. Директором студии был С. Халипов, а его заместителем — Валерий Соловцов. Пока ещё было электричество, люди приходили на студию, некоторые сотрудники перешли на казарменное положение, готовые к выезду на съёмку в любую минуту. В самые тяжёлые месяцы — с декабря 1941 по февраль 1942 года — операторы разобрали камеры и плёнку по домам:
Мы, Ленинградские кинохроникёры, отлично понимали, что наш долг — запечатлеть на плёнке жизнь и смерть, борьбу и героизм ленинградцев, и пока у нас были силы, мы ни на один день не прекращали съёмок. Нашим транспортом для перевозки съёмочной аппаратуры теперь стали детские саночки.— Ансельм Богоров, «Записки кинохроникёра» 1973
В начале 1942 года в Москве было принято решение о создании документального фильма, посвящённого героической борьбе Ленинграда. Режиссёрами новой ленты назначили Романа Кармена, Николая Комаревцева, Валерия Соловцова и Ефима Учителя.
В феврале, когда нормы выдачи хлеба в Ленинграде благодаря «Дороге жизни» стали постепенно повышаться и город стал оживать, на углу Невского и Садовой в помещении пустующего кинотеатра «КРАМ» (Кино рабочей молодёжи) было оборудовано несколько отапливаемых комнат для кинохроникёров. И хотя всё ещё негде было проявлять плёнку, сюда можно было приносить отснятый материал и заряжаться по новой. С марта 1942 года все силы документалистов сосредоточились на Глухозёрской, 4, где были налажены проявка киноплёнки и монтаж. 30 апреля 1942 года Комитет по делам кинематографии принял решение об объединении Ленинградской студии кинохроники и «Лентехфильма» в Ленинградскую объединённую киностудию. Главой объединения стал Иосиф Хмельницкий, отдел научных и учебно-технических фильмов возглавил Ной Галкин, а отдел хроники — Наум Голод.
9 июля 1942 года в Москве и Ленинграде состоялась премьера фильма «Ленинград в борьбе». Уже в первый день ленту посмотрело более 49 тысяч москвичей. Николай Лесючевский в ленинградском журнале «Звезда» писал в 1942 году:
В дни Отечественной войны ленинградцы держат ответственный экзамен. О том, как они его выдерживают, рассказывает фильм «Ленинград в борьбе», выпущенный Ленинградской студией кинохроники. Он не является произведением искусства в буквальном смысле этого слова. Жизнь дана в нём не преломленная через творческое воображение художника, она запечатлена во всей своей непосредственности. Это — документ, созданный средствами кинематографии.
В 1943 году за фильм «Ленинград в борьбе» Валерий Соловцов, Ансельм Богоров, Анатолий Погорелов, Владимир Страдин и Ефим Учитель были удостоены Сталинской премии в области хронико-документальной кинематографии. Всего в 1942—1944 годах Объединённая киностудия выпустила более 120 картин. Это были фильмы-инструкции (например, «Как тушить зажигательные смеси» и «Как засеять огород»), выпуски Ленкиножурнала, короткометражные фильмы и несколько полнометражных. Кинематографисты часто работали непосредственно на передовой, снимая, в том числе, и оккупированные нацистами территории. Например, в августе 1943 года военные операторы Виктор Максимо́вич и Яков Блюмберг зафиксировали разрушенный немцами Петергоф.
Зимой 1942—1943 годов на студии при участии митрополита Николая (Ярушевича) был снят документальный фильм, посвящённый сбору ленинградскими верующими средств на танковую колонну имени Димитрия Донского и эскадрилью имени Александра Невского.
Через несколько месяцев после снятия блокады, согласно приказу Комитет по делам кинематографии от 7 апреля 1944 года, Ленинградская студия кинохроники вновь стала самостоятельной.

### Послевоенное время
В 1946 году студия переехала в дом сенатора Половцева на Набережной Крюкова канала, 12.
После войны ленинградские документалисты создали несколько фильмов, посвящённых преступлениям нацистов на оккупированных территориях. Некоторые из них распространялись за рубежом — например, лента Ефима Учителя «Дело Эрвина Шюле» была переведена на немецкий язык и передана властям ФРГ. Кроме отдельных документальных фильмов студия выпускала киножурналы (периодические выпуски кинохроники). Сюжеты «Ленинградского киножурнала» были весьма разнообразны — крупнейшие городские события, жизнь ленинградских заводов и фабрик, досуг простых жителей, новости культурной жизни, сатира и другое. Киножурнал «Наш край» в середине 50-х годов освещал жизнь 16 областей Советского Союза, в том числе Мурманской, Калужской, Калининградской и Кировской.
В 1958 году Ленинградская студия кинохроники была удостоена премии Министерства культуры СССР, а фильм «Русский характер» был отмечен среди лучших документальных картин. В те годы к сотрудникам студии за помощью в создании фильмов могли обратиться простые жители города:
Преподаватель Ленинградского университета О. Распопов увлекается альпинизмом. На самых трудных перевалах, на ледяных отвесных кручах Памира не расставался он с кинокамерой. И после сложного восхождения и взятия новой высоты остается не только чувство глубокого удовлетворения, но и кадры фильма, запечатлевшие трудный путь шаг за шагом. На ленинградском городском смотре любительских кинокартин фильм О. Распопова «К Сарезскому озеру» получил первую премию. Картина была сдана кинопрокату. Смонтировать и озвучить её Распопову помогал режиссёр-профессионал В. Соловцев. Любители часто обращаются за помощью в Ленинградскую студию кинохроники. Совместными усилиями самодеятельных операторов и кинематографистов-профессионалов создаются интересные фильмы.
На Всесоюзном кинофестивале 1960 года лента Ленкинохроники «Дочери России» получила первую премию в номинации документальные фильмы. На состоявшимся через 4 года в Ленинграде I Всесоюзном кинофестивале лента студии «Было их тридцать девять» также была удостоена первой премии, а приз Министерства Обороны СССР был присуждён фильму «Внуки Железной». Именно сотрудниками Ленинградской студии кинохроники Соломоном Шустером и Семёном Арановичем была организована нелегальная съёмка похорон Анны Ахматовой. Сергей Соловьёв так описал этот эпизод:
Когда умерла Анна Андреевна Ахматова, Соломон вместе с Семёном Арановичем (тоже, увы, уже покойным) каким-то образом ухитрились украсть на Ленинградской студии кинохроники камеру и пленку и подробнейшим образом, поверх всех самых строжайших запретов снять её похороны. Разумеется, материал этот совершенно бесценный… Вот давно уже нет ни Семёна, ни Соломона, нет Гумилёва, Бродского, нет Анны Андреевны… Но остался тот Семёнов и Соломонов бессмертный ахматовский материал.

### Ленинградская студия документальных фильмов
В 1968 году Ленкинохроника была переименована в Ленинградскую студию документальных фильмов (ЛСДФ). В начале 70-х годов ленинградские документалисты начали выпускать тематические киножурналы, посвящённые экономическим и социальным проблемам пятилеток — «Со Знаком качества» «По пути, намеченному XXIV съездом КПСС», «Курс — интенсификация», «Девиз соревнования — дружба» и другие. На VIII Всесоюзном кинофестивале (Кишинёв) фильм ЛСДФ «КАМАЗ 1974. Хроника строительства» получил премию как лучший полнометражный. Кроме того, почётным дипломом «за яркое экранное отображение энтузиазма молодёжи на строительстве БАМа» была отмечена лента «От Байкала до океана». При этом сотрудники студии работали и за рубежом. Например, в 1974 году был выпущен фильм Ирины Калининой и Михаила Литвякова «Это беспокойное студенчество» (по сценарию Бориса Добродеева). Съёмки проходили в университетских городках США, Франции, ФРГ и Великобритании. В 1977 году режиссёры студии Ирина Калинина, Михаил Литвяков, операторы Юрий Александров, Михаил Масс и сценарист Борис Добродеев, получили Государственную премию РСФСР имени братьев Васильевых за фильм «Девятая высота». В 1981 году на IX Международном фестивале фильмов Красного креста (Варна) лента студии «Возвращение к жизни» о пропаганде донорства была удостоена серебряной медали.
В год своего пятидесятилетия, указом Президиума Верховного Совета СССР от 18 марта 1982 года, Ленинградская студия документальных фильмов была награждена орденом Трудового Красного Знамени. В 1985 году на студии было создано несколько фильмов, посвящённых сороковой годовщине Победы в ВОВ. Но не все картины вышли в широкий прокат — лента Александра Сокурова «И ничего больше» («Союзники») была забракована советской цензурой и показана лишь через четверть века. С подобными запретами режиссёрам киностудии приходилось сталкиваться и до этого. Например, фильм Николая Обуховича «Наша мама — герой» был снят в 1979 году, а показан лишь через 10 лет. В 1989 году на Первом ленинградском международном фестивале неигровых фильмов картине ЛСДФ «Встречный иск» (режиссёры Аркадий Рудерман и Юрий Хашеватский) был присуждён главный приз — «Золотой кентавр».

## Студия в настоящее время
Отсутствие государственного заказа, тяжёлая экономическая ситуация с начала 1990-х годов привели к кратному падению количества выпускаемых студией фильмов. В 1992 году петербургские документалисты сняли 23 картины, в 1993 и 1994 годах — по 9 картин, а в 1995 всего 6.
Петербургский историк и журналист Лев Лурье так охарактеризовал ситуацию на ЛСДФ (с 1991 года — Санкт-Петербургская студия документальных фильмов) того периода:
В девяностые годы на студии было очень грустно — фильмы не снимались, заказа не было. Главный подвиг, который совершили работники студии, в том, что они сумели сохранить вот эти километры документального кино. Документального, то есть фиксирующего историю. Это настоящее сокровище, которое сохранено и будет храниться здесь, на Крюковом канале.
Но, несмотря на все сложности, сотрудники студии продолжали работать. В 1998 году именно на «Лендоке» был записан дебютный альбом группы «Ленинград» «Пуля».
Лучшими документальными фильмами, созданными за 100 лет мирового кино, была признана 31 картина, в том числе четыре ленты студии: «Взгляните на лицо» Павла Когана, «Лето Марии Войновой» («Мария»), «Советская элегия» Александра Сокурова и «Наша мама — герой» Николая Обуховича.
С 2001 года на «Лендоке» было снято более 100 документальных фильмов, многие из которых были отмечены международными призами и получили положительные отзывы российских и зарубежных кинокритиков. В соответствии с распоряжением Комитета по управлению городским имуществом Санкт-Петербурга от 29 декабря 2007 года студия была реорганизована в открытое акционерное общество. Единственным учредителем «Творческо-производственное объединения „Санкт-Петербургская студия документальных фильмов“» стала Российская Федерация в лице Росимущества, которому были переданы все акции компании.
Согласно отчётам «Киноиндустрия Российской Федерации» (подготовлены «Невафильмом» для Европейской аудиовизуальной обсерватории) Санкт-Петербургская студия документальных фильмов вошла в список крупнейших кинопроизводителей России:
- Лидер рынка по производству полнометражных неигровых фильмов в 2006—2008 годах[1];
- Вторая позиция в Топ-50 российских кинопроизводителей по числу завершённых производством проектов в 2010 — первой половине 2012 года[2];
- Третья позиция в Топ-10 производителей по количеству выпущенных документальных фильмов в 2012—2013 годах[3].

В сформированном в 2013 году многофункциональном арт-пространстве «Лендока» молодые кинематографисты могут не только изучить основы кинопроизводства, подготовить собственный проект, но и принять участие в фестивалях. Также, студия организует летние лагеря, в которых принимают участие известные деятели культуры. Например, летом 2018 года ребята сняли короткометражный фильм с лидером группы «Ленинград» Сергеем Шнуровым. В кинотеатре студии демонстрируется фестивальное кино, проводятся встречи со съёмочными группами. В последние годы студия активно сотрудничает с крупнейшими российскими учреждениями культуры. Совместно с Президентской библиотекой имени Б. Н. Ельцина был оцифрован массив неигровых фильмов и кинохроники, открыт военный киномузей. В стенах Российской национальной библиотеки демонстрировались фильмы студии, на 2020 год запланирован цикл встреч с петербургскими кинодокументалистами.
«Лендок» осуществлял совместные проекты с международными студиями и телеканалами — ВВС, Channel 4, Deutsche Welle, ZDF, Yle и другими, принимал участие в проведении Санкт-Петербургского международного культурного форума. Кроме документальных картин на студии снимают игровые и анимационные фильмы.
В июне 2025 года Росимущество передало три помещения общей площадью 531,4 м² (концертный зал киностудии и два прилегающих к нему помещения) Мариинскому театру

## Директора студии
Список директоров студии за 1932—2007 годы составлен на основании архивного дела, хранящегося в ЦГАЛИ СПб.
- Иосиф Вениаминович Хмельницкий (1932—1938, 1942)[73];
- Владимир Фёдорович Орлов (1938);
- Дмитрий Александрович Дальский (1938—1940)[74];
- Г. С. Халипов (1940—1942)[K 1];
- Валерий Михайлович Соловцов (1944—1945, 1964—1969);
- Николай Андрианович Тимофеев (1945—1947);
- Яков Ушерович Нусимович (1947);
- Андрей Родионович Поляков (1947—1950, 1951—1952);
- Борис Алексеевич Медведев (1950—1951);
- Виктор Николаевич Фатьянов (1952—1964);
- Валерий Николаевич Рябинский (1969—1971);
- Владилен Иванович Кузин (1971—1996);
- Анатолий Викторович Никифоров (1996—1998);
- Вячеслав Николаевич Тельнов (1998—2007);
- Алексей Николаевич Тельнов (2007—н. в.[75]).

## Комментарии
1. 1 2  В архивном деле[32] Халипов упоминается с инициалами Г. С. При этом в ряде других архивных материалов указан с инициалами С. Г.[33][34].
2. ↑  Обе вошедшие в новую структуру студии сохранялись как самостоятельные творческие коллективы, а картины Объединённой студии выходили с логотипами Ленкинохроники или Лентехфильма соответственно, общей была лишь производственная база[31].